# Союз ТМА-2
Союз ТМА-2 — космический корабль серии «Союз ТМА».

## Цель полёта
Доставка на борт МКС экипажа 7-й экспедиции, доставка около 2 тонн топлива, а также продуктов питания, воды и воздуха. Плановая замена корабля «Союз ТМА-1» на «Союз ТМА-2», работающего с 1 ноября 2002 года в составе орбитального комплекса МКС в качестве корабля-спасателя.

## Экипаж
7-я экспедиция на МКС
- Юрий Иванович Маленченко (командир) (3-й полёт)
- Эдвард Цзан Лу (бортинженер) (3-й полёт)

## Экипаж возвращения
- Юрий Иванович Маленченко
- Эдвард Цзан Лу
- Педро Франсиско Дуке

## Параметры миссии
- Масса: 7136 кг
- Перигей: 200 км
- Апогей: 250 км
- Наклонение орбиты: 51,7°
- Период обращения: 88,7 мин

## Фотографии

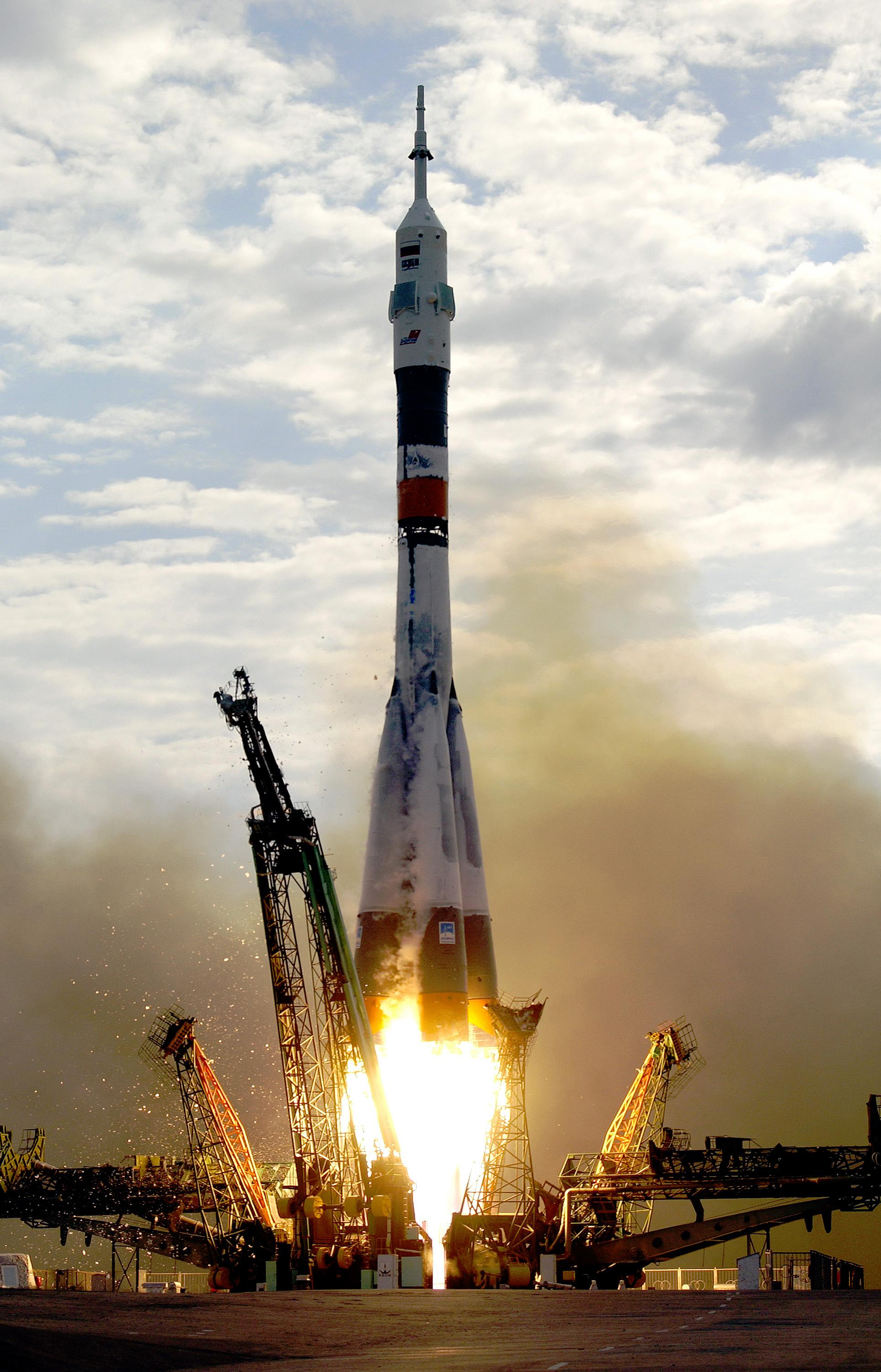
Старт ракеты-носителя «Союз-ФГ» с кораблём «Союз ТМА-2»
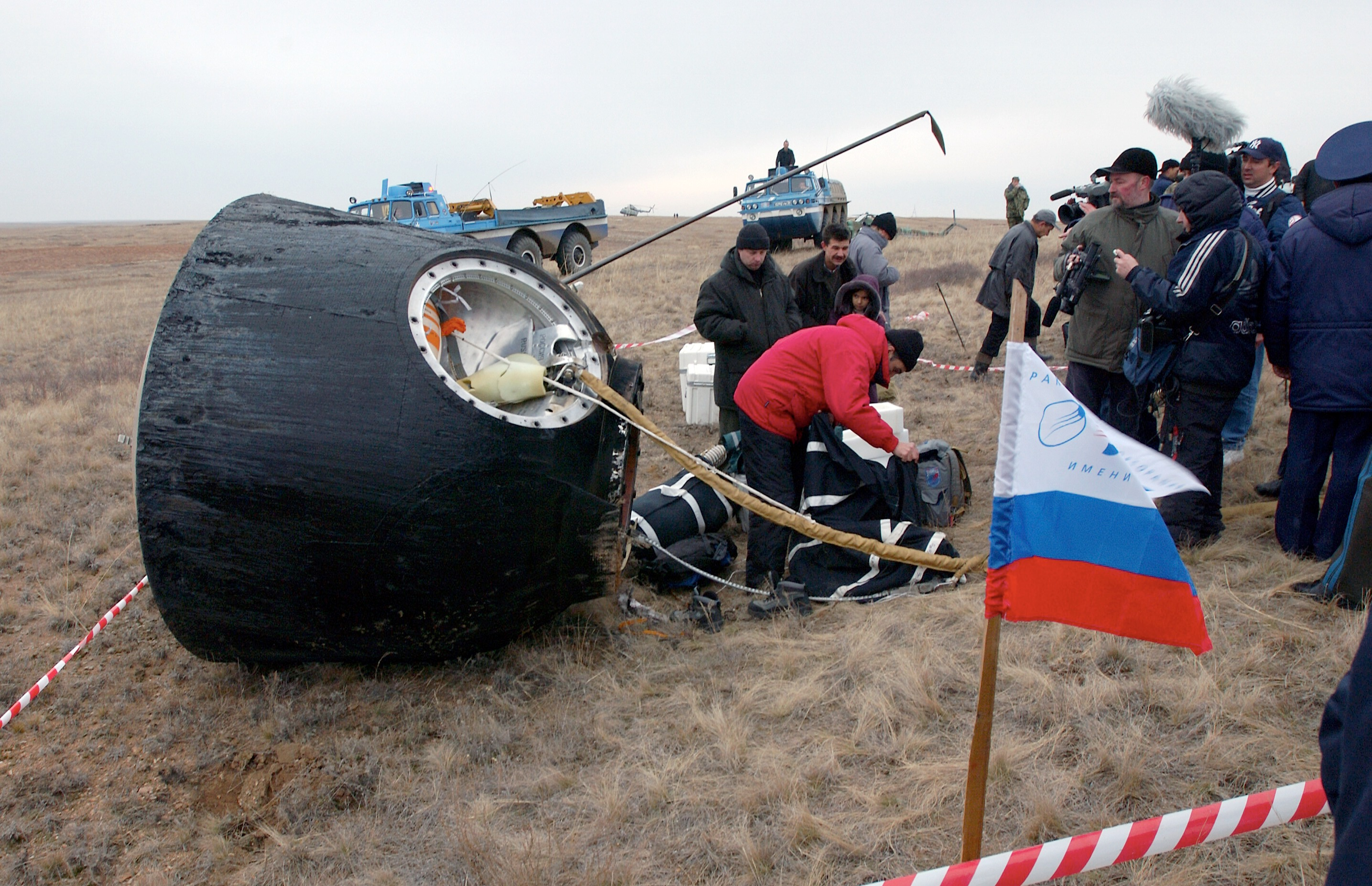
Спускаемый аппарат